# Región de Chernozem Central
La región de Chernozem Central (en ruso: Центрально-черноземная область, Центральная черноземная область, Центрально-черноземная полоса), región de Tierras Negras Central o Chernozemie, es un segmento del cinturón de tierras negras euroasiático que queda dentro de Rusia central y abarca los óblasts de Vorónezh, Lípetsk, Bélgorod, Tambov, Oriol y Kursk. Entre 1928 y 1934, estas regiones fueron brevemente unificadas como el óblast de Chernozem Central, con capital en Vorónezh.
La región de Chernozem Central es famosa por su suelo muy bueno, llamado Chernozem (Tierra Negra), de ahí el nombre. Su producción agrícola y abastecimiento a Rusia de trigo le valió el sobrenombre de «el granero de Rusia». Aunque su importancia ha sido ante todo agrícola, la región de Chernozem se desarrolló por los soviéticos como una región industrial centrada en las minas de hierro de la anomalía magnética de Kursk.
La zona contiene una reserva natural de la biosfera llamada Reserva de Chernozem Central (42 km²). Fue creada en el año 1935 dentro de los óblasts de Kursk y Belgorod. Es un ejemplo destacado de estepa boscosa en Europa y está formado por típica tierra virgen (tselina) estepas y bosques caducifolios.